# Jerzmanów (Wielowieś)
Jerzmanów – część wsi Wielowieś w Polsce, położona w województwie śląskim, w powiecie gliwickim, w gminie Wielowieś, na północ od wsi Wielowieś, na południe od drogi wojewódzkiej 907 za wsią Kieleczka.
W latach 1975–1998 Jerzmanów należał administracyjnie do województwa katowickiego.